# Davîdivka, Novi Sanjarî
Davîdivka (în ucraineană Давидівка) este un sat în comuna Stovbîna Dolîna din raionul Novi Sanjarî, regiunea Poltava, Ucraina.

## Demografie
Componența lingvistică a localității Davîdivka
     Ucraineană (95,62%)
     Rusă (4,38%)
Conform recensământului din 2001, majoritatea populației localității Davîdivka era vorbitoare de ucraineană (95,62%), existând în minoritate și vorbitori de rusă (4,38%).